# Small Talk
„Small Talk” – utwór amerykańskiej piosenkarki i autorki tekstów Katy Perry wydany 9 sierpnia 2019 roku nakładem wytwórni Capitol Records. Informacje na temat nagrania, którego współautorem tekstu jest amerykański piosenkarz Charlie Puth zostały ujawnione trzy dni wcześniej.

## Geneza
W lipcu br. podczas transmisji na żywo na swoim oficjalnym profilu w serwisie Instagram Puth zdradził parę szczegółów dotyczących singla. Na tym samym portalu we wtorek, 6 sierpnia 2019 roku Perry opublikowała kilkanaście zdjęć ukazujących urywki z pochodzącego do niego tekstu.

## Teledysk
Wraz z premierą singla ukazał się film z napisami utworu wyreżyserowany przez Tima Foxa. Tydzień później ukazał się pionowy teledysk dostępny dla użytkowników Spotify'a. Oficjalny teledysk piosenki ukazał się 30 sierpnia i przedstawia konkurs psich piękności. Teledysk był wyreżyserowany przez Tanu Muino.

## Lista utworów
| Digital download / media strumieniowe | Digital download / media strumieniowe | Digital download / media strumieniowe |
| Nr                                    | Tytuł utworu                          | Długość                               |
| ------------------------------------- | ------------------------------------- | ------------------------------------- |
| 1.                                    | „Small Talk”                          | 2:42                                  |
|                                       |                                       | 2:42                                  |

| Digital download / media strumieniowe (remiks Sofi Tukker) | Digital download / media strumieniowe (remiks Sofi Tukker) | Digital download / media strumieniowe (remiks Sofi Tukker) |
| Nr                                                         | Tytuł utworu                                               | Długość                                                    |
| ---------------------------------------------------------- | ---------------------------------------------------------- | ---------------------------------------------------------- |
| 1.                                                         | „Small Talk” (Sofi Tukker Remix)                           | 3:11                                                       |
|                                                            |                                                            | 3:11                                                       |

| Digital download / media strumieniowe (remiks Lost Kings) | Digital download / media strumieniowe (remiks Lost Kings) | Digital download / media strumieniowe (remiks Lost Kings) |
| Nr                                                        | Tytuł utworu                                              | Długość                                                   |
| --------------------------------------------------------- | --------------------------------------------------------- | --------------------------------------------------------- |
| 1.                                                        | „Small Talk” (Lost Kings Remix)                           | 2:52                                                      |
|                                                           |                                                           | 2:52                                                      |

| Digital download / media strumieniowe (remiks White Panda) | Digital download / media strumieniowe (remiks White Panda) | Digital download / media strumieniowe (remiks White Panda) |
| Nr                                                         | Tytuł utworu                                               | Długość                                                    |
| ---------------------------------------------------------- | ---------------------------------------------------------- | ---------------------------------------------------------- |
| 1.                                                         | „Small Talk” (White Panda Remix)                           | 3:12                                                       |
|                                                            |                                                            | 3:12                                                       |

| Płyta gramofonowa | Płyta gramofonowa   | Płyta gramofonowa |
| Nr                | Tytuł utworu        | Długość           |
| ----------------- | ------------------- | ----------------- |
| 1.                | „Never Really Over” | 3:44              |
| 2.                | „Small Talk”        | 2:42              |
|                   |                     | 6:26              |

## Personel
- Katy Perry – wokale, słowa
- Charlie Puth – produkcja, słowa
- Johan Carlsson – produkcja, słowa
- Jacob Kasher – słowa
- Peter Karlsson – edycja i produkcja głosu
- Bill Zimmerman – inżynieria dźwięku
- Rachael Findlen – inżynieria dźwięku
- Sam Holland – inżynieria dźwięku
- Dave Kutch – mastering
- Phil Tan – miksowanie
- Jeremy Lertola – asystent nagrywania

Źródło: .

## Notowania
| Terytorium        | Notowanie (2019)                           | Najwyższa pozycja | Przypis |
| ----------------- | ------------------------------------------ | ----------------- | ------- |
| Australia         | Top 50 Singles                             | 33                | [ 17 ]  |
| Belgia            | Ultratop 50 Singles, Flandria              | 25                | [ 18 ]  |
| Belgia            | Ultratop 50 Singles, Walonia               | 35                | [ 19 ]  |
| Chiny             | China Airplay Chart/Foreign Language Chart | 13                | [ 20 ]  |
| Czechy            | Singles Digitál Top 100                    | 41                | [ 21 ]  |
| Holandia          | Dutch Single Top 100                       | 86                | [ 22 ]  |
| Irlandia          | Singles Chart                              | 36                | [ 23 ]  |
| Kanada            | Billboard Canadian Hot 100                 | 56                | [ 24 ]  |
| Meksyk            | Mexico Airplay                             | 36                | [ 25 ]  |
| Nowa Zelandia     | Recorded Music NZ                          | 1                 | [ 26 ]  |
| Portugalia        | AFP                                        | 93                | [ 27 ]  |
| Słowacja          | Rádio Top 100                              | 64                | [ 21 ]  |
| Słowacja          | Singles Digitál Top 100                    | 33                | [ 21 ]  |
| Stany Zjednoczone | Hot 100                                    | 81                | [ 28 ]  |
| Stany Zjednoczone | Adult Top 40                               | 36                | [ 29 ]  |
| Stany Zjednoczone | Mainstream Top 40                          | 38                | [ 30 ]  |
| Stany Zjednoczone | Rolling Stone Top 100                      | 52                | [ 31 ]  |
| Szkocja           | Scottish Singles Sales Chart Top 100       | 18                | [ 32 ]  |
| Szwajcaria        | Singles Top 100                            | 91                | [ 33 ]  |
| Szwecja           | Sverigetopplistan                          | 62                | [ 34 ]  |
| Wielka Brytania   | UK Singles Chart                           | 43                | [ 35 ]  |

## Historia wydania
| Obszar            | Data                 | Format                                | Wersja             | Wytwórnia | Przypis |
| ----------------- | -------------------- | ------------------------------------- | ------------------ | --------- | ------- |
| Cały świat        | 9 sierpnia 2019      | Digital download · media strumieniowe | oryginał           | Capitol   | [ 12 ]  |
| Stany Zjednoczone | 20 sierpnia 2019     | Contemporary hit radio                | oryginał           | Capitol   | [ 36 ]  |
| Stany Zjednoczone | 26 sierpnia 2019     | Hot adult contemporary                | oryginał           | Capitol   | [ 37 ]  |
| Cały świat        | 11 października 2019 | Digital download · media strumieniowe | remiks Sofi Tukker | Capitol   | [ 13 ]  |
| Cały świat        | 11 października 2019 | Digital download · media strumieniowe | remiks Lost Kings  | Capitol   | [ 14 ]  |
| Cały świat        | 11 października 2019 | Digital download · media strumieniowe | remiks White Panda | Capitol   | [ 15 ]  |
| Stany Zjednoczone | 29 listopada 2019    | Płyta gramofonowa                     | oryginał           | Capitol   | [ 16 ]  |